# Saint-Pierre (quận của Réunion)
Quận Saint-Pierre là một quận của Pháp, nằm ở tỉnh Réunion, ở vùng Réunion. Quận này có 16 tổng và 8 xã.

## Các đơn vị hành chính

### Các tổng
Các tổng của quận Saint-Pierre là: 
1. Entre-Deux
2. Petite-Île
3. Saint-Joseph - Tổng thứ nhất
4. Saint-Joseph - Tổng thứ nhì
5. Saint-Louis - Tổng thứ nhất
6. Saint-Louis - Tổng thứ nhì
7. Saint-Louis - Tổng thứ ba
8. Saint-Philippe
9. Saint-Pierre - Tổng thứ nhất
10. Saint-Pierre - Tổng thứ nhì
11. Saint-Pierre - Tổng thứ ba
12. Saint-Pierre - Tổng thứ tư
13. Le Tampon - Tổng thứ nhất
14. Le Tampon - Tổng thứ nhì
15. Le Tampon - Tổng thứ ba
16. Le Tampon - Tổng thứ tư

### Các xã
Các xã của quận Saint-Pierre, và mã INSEE là: 
| 1. Cilaos (97424)      | 2. Entre-Deux (97403)     | 3. Petite-Île (97405)   | 4. Saint-Joseph (97412) |
| 5. Saint-Louis (97414) | 6. Saint-Philippe (97417) | 7. Saint-Pierre (97416) | 8. Le Tampon (97422)    |